# Zsigmond Tamara
Zsigmond Tamara (Budapest, 1977. április 26. –) magyar szinkronszínésznő és gyógypedagógus-logopédus.

## Életpályája
Földessy Margit játékos kreatív stúdió foglalkozásaira gyerekként kezdett el járni. Első szinkronszerepét nyolcéves korában kapta meg, ami a Homokkéve című csehszlovák film főszerepe volt, és ettől a filmtől kezdve a szinkronszakmában sikeresen dolgozik. Rengeteg filmben hallhattuk a hangját, leggyakrabban Natalie Portmant (pl. Star Wars) és Katie Holmest (pl. Batman: Kezdődik!) szinkronizálja.  A Színház- és Filmművészeti Főiskolára is beadta jelentkezési lapját érettségi után, de nem vették fel.
2001 óta az önkéntesek alkotta Hobby Rádió szignálhangja. Nyolc évig dolgozott a Nevesincs, gyermekszínházi utazó társulatnál.
A Kaposvári Egyetemen tanult és végzett logopédia szakon.

## Szinkronszerepei

### Filmek
| Cím                                                  | Szereplő           | Színész                                     |
| ---------------------------------------------------- | ------------------ | ------------------------------------------- |
| A kabalapasi                                         | Cam Wexler         | Jessica Alba                                |
| Arthur király – A kard legendája                     | Maggie             | Annabelle Wallis                            |
| A kukorica gyermekei 2. – A végső áldozat            | Lacey Hellerstat   | Christie Clark                              |
| A kukorica gyermekei 3. – A terjeszkedő gyökerek     | Mari Morrow        | Maria Elkman                                |
| A Notre Dame-i toronyőr 2. – A harang rejtélye       | Madellaine         | Jennifer Love Hewitt                        |
| Aranyláncok                                          | Rachel Burke       | Tammy Lauren                                |
| Az élőhalottak éjszakája                             | Judy Rose          | Katie Finneran                              |
| Batman: Kezdődik!                                    | Rachel Dawes       | Katie Holmes                                |
| Buliszerviz                                          | Gwen E. Pearson    | Tara Reid                                   |
| Calcium kölyök                                       | Angel              | Billie Piper                                |
| Csillagok háborúja I: Baljós árnyak                  | Padmé Amidala      | Natalie Portman                             |
| Csillagok háborúja II: A klónok támadása             | Padmé Amidala      | Natalie Portman                             |
| Csillagok háborúja III: A Sith-ek bosszúja           | Padmé Amidala      | Natalie Portman                             |
| Doktor Zsivágó                                       | Lara Antipova      | Keira Knightley                             |
| Dr. Strangelove                                      | Miss Scott         | Tracy Reed                                  |
| Eredet                                               | Ariadne            | Ellen Page                                  |
| Fejjel a bajnak                                      | Samantha Mackenzie | Katie Holmes                                |
| Forró rágógumi, avagy ilyen az eszkimó citrom        | Doris / Sally      | Ariella Rabinovich                          |
| Forró rágógumi 3. – Szállj le rólam!                 | Doris / Sally      | Ariella Rabinovich                          |
| Forró rágógumi 6. – Állnak az árbócok                | Dana               | N/A                                         |
| Gulliver utazásai                                    | Glumdalclitch      | Alexa Bates (második változat, Mirax, 1997) |
| Harmadik Shrek                                       | Hamupipőke         | N/A                                         |
| Holtak hajnala                                       | Monica             | Kim Poirier                                 |
| Honey & Clover – Méz és lóhere                       | Miwako Teshigawa   |                                             |
| Hupikék törpikék                                     | Grace Winslow      | Jayma Mays                                  |
| Kegyetlen játékok                                    | Anette Hargrove    | Reese Witherspoon                           |
| Köszönjük, hogy rágyújtott!                          | Heather Holloway   | Katie Holmes                                |
| Kung Fu Panda                                        | Tigris             | N/A                                         |
| Mesék a hó alatt                                     | Kiskutya           | Jiří Prager (archív felvétel)               |
| Nagydumás kiscsajok                                  | Molly Gunn         | Brittany Murphy                             |
| Péntek 13                                            | Brenda             | Laurie Bartram                              |
| Séta a múltba                                        | Jamie Sullivan     | Mandy Moore                                 |
| Sikoly                                               | Tatum Riley        | Rose McGowan                                |
| Star Wars: A klónok háborúja                         | Padmé Amidala      | Catherine Taber                             |
| Szörny Rt.                                           | Celia              | N/A                                         |
| Thor                                                 | Jane Foster        | Natalie Portman                             |
| Thor: Sötét világ                                    | Jane Foster        | Natalie Portman                             |
| Thor: Szerelem és mennydörgés                        | Jane Foster        | Natalie Portman                             |
| Toy Story – Játékháború 2.                           | Jessie             | N/A                                         |
| Transformers                                         | Mikaela Banes      | Megan Fox                                   |
| Transformers: A bukottak bosszúja                    | Mikaela Banes      | Megan Fox                                   |
| Winx Club – A mozifilm: Az elveszett királyság titka | Bloom              | N/A                                         |

### Sorozatok
| Cím                                  | Szereplő                                                                  | Színész                                |
| ------------------------------------ | ------------------------------------------------------------------------- | -------------------------------------- |
| 24                                   | Nicole Palmer/ Chloe O’Brian                                              | Megalyn Echikunwoke/ Mary Lynn Rajskub |
| Acapulco öböl                        | Camille Stockdail (2. hang)                                               | Lara Steinick                          |
| A dadus                              | Margaret Sheffield (2. hang)                                              | Nicholle Tom                           |
| Afrika gyöngyszeme                   | Eugénia da Cunha                                                          | Adelaide de Sousa                      |
| A közvetítő                          | Claire Horowitz                                                           | Fanny Gilles                           |
| Alf                                  | Lynn Tanner                                                               | Andrea Elson                           |
| A Narancsvidék                       | Hailey Nichol                                                             | Amanda Righetti                        |
| Angel                                | Fred Burkle/Illyria (2. hang)                                             | Amy Acker                              |
| Angel Falls                          | Molly Harrison                                                            | Cassidy Rae                            |
| A pampák királya                     | Liliana Caxias                                                            | Mariana Lima                           |
| A szerelem ösvényei                  | Andrea De La Garza                                                        | Paola Trevino                          |
| A szerelem rabjai                    | Laura Pacheco                                                             | Luciana González Costa                 |
| A színfalak mögött                   | Harriet Hayes                                                             | Sarah Paulson                          |
| Avatar: Az utolsó levegőidomár       | Toph                                                                      | Jessie Flower                          |
| Az első csók                         | Virginie                                                                  | Virginie Desarnauts                    |
| Az én lányom                         | Candan Hoşgör Göktürk                                                     | Leyla Lydia Tuğutlu                    |
| Az igazság napja                     | Ellie Pearson                                                             | Hedy Burress                           |
| Az örökség                           | Irene Montemar Godínez                                                    | Erika de la Rosa                       |
| Barátok és szerelmek                 | Natalia Sandoval                                                          | Adriana Nieto/Irán Castillo            |
| Bírósági mesék                       | Carmen Hui                                                                | Marcy Harriell                         |
| Blue Gender + mozifilm               | Marlene Angel                                                             |                                        |
| Bostoni halottkémek                  | Devan Maguire                                                             | Jennifer Finnigan                      |
| Bosszúállók újra együtt              | Natasha Romanoff / Fekete Özvegy (1. hang)                                | Laura Bailey                           |
| Buffy, a vámpírok réme               | Tara Maclay                                                               | Amber Benson                           |
| Bűvölet                              | Gabriella Renzi                                                           | Giada Carlucci                         |
| Clara                                | Clara Reinders                                                            | Katja Studt                            |
| Csacska angyal                       | Amelie                                                                    | Laura Azcurra                          |
| Csajok                               | Maya Wilkes                                                               | Golden Brookes                         |
| CSI: Miami helyszínelők              | Calleigh Duquesne                                                         | Emily Procter                          |
| Csillagkapu: Atlantisz               | Jeannie Miller                                                            | Kate Hewlett                           |
| Csillagvadászok                      | Paula Behringer                                                           | Nora Tschirner                         |
| Dawson és a haverok                  | Josephine Potter                                                          | Katie Holmes                           |
| Derült égből                         | Veronica                                                                  | Veronica Blume                         |
| Doktor House                         | Dr. Allison Cameron                                                       | Jennifer Morrison                      |
| Ed, Edd és Eddy                      | Szöszi                                                                    |                                        |
| Ölelörny Henry                       | Gertie Growlerstein                                                       | Grey DeLisle                           |
| Egy rém rendes család                | Kelly Bundy                                                               | Christina Applegate                    |
| Egyről a kettőre                     | Karen Foster (2. hang)                                                    | Angela Watson                          |
| Egyszer volt, hol nem volt           | Emma Swan                                                                 | Jennifer Morrison                      |
| Eli Stone                            | Maggie Dekker                                                             | Julie Gonzalo                          |
| Elisa di Rivombrosa                  | Elisa di Rivombrosa                                                       | Vittoria Puccini                       |
| Én kicsi pónim: Varázslatos barátság | Pinkie Pie                                                                | Andrea Libman                          |
| Erdészház Falkenauban                | Dr. Andrea Arnhoff                                                        | Katharina Köhntopp                     |
| Esti meccsek                         | Natalie Hurley                                                            | Sabrina Lloyd                          |
| Érzékeny ifjúság                     | Julie Pellois                                                             | Alexandra Ansidei                      |
| Felfedezőúton a Robinson család      | Emily Chen                                                                | Chantelle Yee                          |
| Frank Riva                           | Juliette Jansen                                                           | Elsa Kikod’ne                          |
| Gimidili                             | Emily Roberts                                                             | Nicole Lyn                             |
| Halott ügyek                         | Samantha Walters nyomozó                                                  | Sonja Bennett                          |
| Héléne szemei                        | Cornélia                                                                  | Claire Keim                            |
| Holdfényes történet                  | Christina Lorenz                                                          | Inka Victoria Groetschel               |
| Hozományvadászok                     | Virginia St. George                                                       | Alison Elliott                         |
| Stand Alone Complex                  | Kusanagi Motoko                                                           |                                        |
| Így jártam anyátokkal                | Victoria                                                                  | Ashley Williams                        |
| Jericho                              | Emily Sullivan                                                            | Ashley Scott                           |
| Kaliforniai álom                     | Tiffani Smith                                                             | Kelly Packard                          |
| Kedves nővérkék                      | Angie Wilhelm                                                             | Xenia Seeberg                          |
| Kés alatt                            | Kimber Henry                                                              | Kelly Carlson                          |
| Kiddy Grade                          | Lumiére                                                                   |                                        |
| Kilenc túsz                          | Franny Rios                                                               | Camille Guaty                          |
| L                                    | Shane McCutcheon                                                          | Katherine Moennig                      |
| Latin pofonok                        | Yolanda Santiago                                                          | Ruth Livier                            |
| Lea Parker                           | Camille Parker                                                            | Julie Boulanger                        |
| Lisa csak egy van                    | Sabrina Hofmann                                                           | Nina-Friederike Gnädig                 |
| Madison                              | Penny Foster                                                              | Michelle Beaudoin                      |
| Malibui szívtiprók'                  | Ashley Green                                                              | Charisma Carpenter                     |
| Második csók'                        | Virginie                                                                  | Virginie Desarnauts                    |
| McLeod lányai'                       | Kate Maria Manfredi                                                       | Michala Banas                          |
| Melrose Place'                       | Brooke Armstrong Campbell                                                 | Kristin Davies                         |
| MI-5-Az elit alakulat                | Zoe Reynolds                                                              | Keeley Hawes                           |
| Miami helyszínelők                   | Calleigh Duquesne                                                         | Emily Procter                          |
| Milagros                             | Lucia Munoz De La Torre                                                   | Virna Flores                           |
| Mindent a szerelemért                | Maria Eduarda Greco                                                       | Gabriela Duarte                        |
| Naruto (animax)                      | Tenten, Temari                                                            |                                        |
| New York sűrűjében                   | Brigid McNamamra                                                          | Samantha Buck                          |
| Odüsszeia                            | Angela Perry                                                              | Tamara Craig Thomas                    |
| Organikus narancs                    | Jenny                                                                     | Rebecca Blomberg                       |
| Otthonunk                            | Martha McKenzie                                                           | Jodi Gordon                            |
| Pacific Blue'                        | Jamie Stickland                                                           | Amy Hunter-Cornelius                   |
| Pillangósziget                       | Jackie                                                                    | Mouche Phillips                        |
| Pláza'                               | Fatima Hazim                                                              | Mary Asiride                           |
| Power Rangers                        | Kimberly Ann Hart                                                         | Amy Jo Johnson                         |
| Robin Hood                           | Djaq                                                                      | Anjali Jay                             |
| Sabrina                              | Gemini "Gem" Stone                                                        | Chantal Strand                         |
| Sophie-A nem kívánt jegyesség'       | Rike Billerbeck                                                           | Marie-Ernestine Worch                  |
| Star Wars: A klónok háborúja         | Padmé Amidala (1. évad)                                                   | Catherine Taber                        |
| Stranger Things                      | Joyce Byers                                                               | Winona Ryder                           |
| Sunset Beach                         | Vanessa Hart Bourne                                                       | Sherri Saum                            |
| Szerelmek Saint Tropez-ban           | Jessica Lowry Lorenzi Mondino                                             | Tonya Kinzinger                        |
| Szeretni bolondulásig                | Abigail Parra                                                             | Adriana Nieto                          |
| Szörfsuli                            | Anna Peterson                                                             | Mara Scherzinger                       |
| Te vagy az életem                    | Constanza Insúa                                                           | Carla Peterson                         |
| Terra Nostra                         | Giuliana Splendore                                                        | Ana Paula Arósio                       |
| Titkok és szerelmek                  | Lizbeth Duval                                                             | Adriana Nieto                          |
| Tiltott szerelem                     | Yuraima                                                                   | Ámbar Díaz                             |
| Tini titánok                         | Jinx (1. hang)                                                            | Lauren Tom (1. hang)                   |
| Titokzatos Násztya                   | Natalia Repnina hercegnő                                                  | Yekaterina Klimova                     |
| Született kémek (Totally Spies)      | Clover Ewing                                                              |                                        |
| Tuti gimi                            | Peyton Sawyer                                                             | Hilarie Burton                         |
| Védelmi jog                          | Matilde Soavi                                                             | Samuela Sardo                          |
| Vészhelyzet                          | Samantha Taggart                                                          | Linda Cardellini                       |
| Vízi zsaruk                          | Alex St. Calir nyomozó                                                    | Dee Smart                              |
| Winx Club                            | Bloom (1-3 évad eredeti szinkron), Stella (5-6 évad Nickelodeon szinkron) |                                        |
| X csapat                             | Emma DeLauro                                                              | Lauren Lee Smith                       |
| Y akták                              | Mia Stone                                                                 | Joanne Vannicola                       |
| A szellemfiú (Yu Yu Hakusho)         | Kurama / Shuuichi Minamino                                                |                                        |
| Yu-Gi-Oh!                            | Téa Gardner                                                               |                                        |

### Játékok
| Cím               | Szereplő              |
| ----------------- | --------------------- |
| League of Legends | Ashe, Irelia, Taliyah |

## Legismertebb szerepei

### Gyerekeknek
- Clover, a Totally Spies – Született kémekből
- Toph BeiFong, az Aang legendájából

### Felnőtteknek
- Gabriela Renzi, a Bűvölet egyik szereplőjéről
- a Csacska angyalban szereplő Lauráról
- Jennifer Morrisonról, a Doktor House-ban szereplő Dr. Allison Cameronról
- leghíresebb szerepe az Egy rém rendes család sorozatban Christina Applegate hangja
- a Miami helyszínelőkből ismert Calleigh Duquesne nyomozóról
- a Te vagy az életemből is ismert, mint Constanza Insúa
- Samantha Taggartról, a Vészhelyzet egyik ápolójáról
- Padmé Amidala,  Csillagok háborúja (Star Wars) I-III. rész szereplője

## További információ
- Zsigmond Tamara a PORT.hu-n (magyarul)
- Zsigmond Tamara az Internetes Szinkronadatbázisban (magyarul)
- Zsigmond Tamara az Internet Movie Database-ben (angolul)
- Zsigmond Tamara, egy bűbájos szinkronhang - Exkluzív videóinterjú
- Nők a magyar hangok mögött: Zsigmond Tamara – Origo interjú